# کوسیتسه (منطقه هرادتس کرالووه)
کوسیتسه (به چکی: Kosice) یک منطقهٔ مسکونی در جمهوری چک است که در ناحیه هرادتس کرالووه واقع شده‌است. کوسیتسه ۳۳۴ نفر جمعیت دارد.